# キッツメタルワークス
株式会社キッツメタルワークス（Kitz Metal Works Corporation ）は、長野県茅野市に本社を置く伸銅品メーカーである。
当時子会社であった京都ブラス、紀長を含めたキッツグループとして、黄銅棒の日本国内シェアは2006年3月時点で約30%であり、2007年時点でサンエツ金属に次いで業界2位。

## 沿革
- 2004年4月 - キッツの伸銅品事業部門を分離して設立。
- 2005年2月 - 子会社のキッツビービーが京都ブラスの伸銅品事業を譲り受け、京都ブラスに社名変更。
- 2006年3月 - 紀長伸銅所の廃業時に資産を譲り受け、株式会社紀長（新会社）にて紀長ブランドによる黄銅棒の販売を継承。
- 2009年7月 - 京都ブラス株式会社を吸収合併。
- 2013年度 - 株式会社紀長の清算結了。